# Tele Radio Salento
Radio Tele Salento, nota anche come RTS, è una rete televisiva italiana a diffusione locale, attiva nell'area di Lecce.

## Storia
Il canale nacque nel 1977 come Tele Salento, parallelamente a Radio Salento.
Il suo palinsesto delle origini consisteva principalmente in film, telefilm, due edizioni del notiziario locale Cronache del Salento, la rubrica sportiva Match Set, il programma per bambini Favole e leggende e telecronache sportive.
Negli anni Novanta cambiò nome in Tv 10 e dopo qualche anno cessò le proprie trasmissioni.
Nel 2000 la rete fu rifondata con il vecchio nome Tele Salento, che nel 2004 cambiò in Rts Radio Tele Salento. Dello stesso gruppo editoriale fanno parte anche Telerama e le stazioni radiofoniche Radio Rama, Radio Salento, Radio Mabassa, Jts Radio e Rts Radio. 
Il nuovo direttore Giuseppe D. Vernaleone rilanciò l'emittente dandole una forte impronta informativa e interattiva attraverso notiziari, approfondimenti, dibattiti e confronti in diretta con il pubblico, nonché molta musica.
Una programmazione che voleva amalgamare le formule di Video Italia e Radio Radicale.
La tv trasmette in diretta dalle 07,00 alle 23,30, principalmente notiziari della durata di cinque minuti, con una frequenza di un'ora, e tre edizioni di mezz'ora, trasmesse anche su Radio Salento. Manda in onda anche una rassegna stampa alle 7 del mattino, il contenitore Radio Day, i programmi di attualità Talk sciò e Ufficio reclami, che mettono i cittadini in contatto con le istituzioni locali, video musicali a rotazione nel pomeriggio e documentari sulla provincia di Lecce.
È passata definitivamente al digitale terrestre nel 2007 e è presente anche su internet in streaming.

## Programmi

### Programmi principali[1][2]
- Radio Day, contenitore
- Talk sciò, programma di attualità
- Ufficio reclami, programma di attualità
- Cronache del Salento, notiziario
- Match Set, rubrica sportiva
- Favole e leggende, programma per bambini